# Eupsilia quadrilinea
Eupsilia quadrilinea är en fjärilsart som beskrevs av John Henry Leech 1889. Eupsilia quadrilinea ingår i släktet Eupsilia och familjen nattflyn. Inga underarter finns listade i Catalogue of Life.